# Almut-Barbara Renger
Almut-Barbara Renger (* 1969) ist eine deutsche Religionswissenschaftlerin, die an den Schnittstellen zwischen Religionswissenschaft, Komparatistik und Altertumswissenschaft arbeitet.

## Leben
Sie studierte Altertumswissenschaften, Komparatistik und Germanistik, Religionswissenschaft und philosophische Anthropologie an der FU Berlin, der Stanford University und der Universität Heidelberg (1988–1995 M.A.; 1995–2001 Promotion). Von 1998 bis 2005 war sie Lektorin bzw. wissenschaftliche Mitarbeiterin an der Universität Greifswald, von 2005 bis 2008 wissenschaftliche Oberassistentin an der Universität  Frankfurt. Nach der Habilitation 2008 in Frankfurt war sie von 2008 bis 2021 Universitätsprofessorin für Antike Religion und Kultur sowie deren Rezeptionsgeschichte an der Freien Universität Berlin. Seit 2019 lehrt Renger als Lehrbeauftragte und Vertretungsprofessorin im Fachbereich Religionswissenschaft der Universität Basel, den sie seit 2024 kommissarisch leitet.
Ihre Forschungsschwerpunkte sind Kultur- und Religionsgeschichte der griechisch-römischen Antike sowie ihr Fortwirken, Fiktionen und konstruierte Revitalisierungen antiker Religion, Interrelationen zwischen Religion und Literatur, Literatur-, Kultur- und Religionstheorien, Dynamiken und Verflechtungen in der Religionsgeschichte zwischen Asien, Europa und Amerika und kulturelle Transformationen des Buddhismus in Moderne und Gegenwart.

## Schriften (Auswahl)

### Monografien
- Zwischen Märchen und Mythos. Die Abenteuer des Odysseus und andere Geschichten von Homer bis Walter Benjamin. Eine gattungstheoretische Studie. Metzler, Stuttgart 2006, ISBN 3-476-01986-1.
- Oedipus and the Sphinx: The Threshold Myth from Sophocles through Freud to Cocteau. Chicago University Press, Chicago 2013, ISBN 978-0226048086.
- Buddhismus. 100 Seiten. Reclam, Ditzingen 2020, ISBN 3-15-020438-0.

### Herausgeberschaften
- Erleuchtung. Kultur- und Religionsgeschichte eines Begriffs. Herder, Freiburg i.Br. 2016, ISBN 978-3-451-80971-2.
- mit Markus Witte: Sukzession in Religionen. Autorisierung, Legitimierung, Wissenstransfer. De Gruyter, Berlin 2017, ISBN 3-11-043965-4.
- mit Alexandra Stellmacher: Übungswissen in Religion und Philosophie. Produktion, Weitergabe, Wandel. LIT-Verl., Berlin 2018, ISBN 978-3-643-13222-2.
- mit Xin Fan: Receptions of Greek and Roman Antiquity in East Asia. Brill, Leiden 2018, ISBN 978-90-04-34012-1.
- mit Dylan Burns: New Antiquities: Transformations of Ancient Religion in the New Age and Beyond. Equinox, Sheffield 2019, ISBN 9781781795040.